# متلازمة هيرفوردت
متلازمة هيرفوردت (بالإنجليزية: Heerfordt syndrome)‏ هي حالة نادرة جداً عبارة مجموعة من الأعراض، تتميز الأعراض التي تشكل هذه المتلازمة في شلل على مستوى الوجه وتورم الغدة النكافية بالإضافة إلى التهاب القزحية ثم الحمى المصاحبة لمرض الساركويد. في الحقيقة لم يتم تحديد السبب الدقيق للإصابة بمتلازمة هيرفوردت بشكل نهائي. من بين المرضى الذين تم تشخيص إصابتهم بمتلازمة هيرفوردز فإن 15٪ منهم لديهم قريب مصاب بنفس المتلازمة. أحد التفسيرات المحتملة هو أن المتلازمة تنتج عن توليفة من عامل بيئي ووجود استعداد وراثي. تم اقتراح كلا النوعين من البكتيريا المتفطرة والمضادات الحيوية كعامل بيئي على الرغم من أن الدليل على ذلك لم يحسم بعد.

## التشخيص والعلاج
في المرضى الذين تم تشخيصهم بالفعل بالساركويد، يمكن استنتاج متلازمة هيرفوردت من خلال الأعراض الرئيسية المصاحبة للمتلازمة والتي تشمل التهاب الغدة النكفية والحمى وشلل العصب الوجهي. في حالات التهاب الغدة النكفية يتم استخدام خزعة الموجات فوق الصوتية لاستبعاد احتمال الإصابة بالورم اللمفاوي.

## الأسباب
هناك العديد من الأسباب المحتملة لشلل العصب الوجهي منها الوراثة بما في ذلك مرض لايم وفيروس نقص المناعة البشرية ومتلازمة ميلكيرسون - روزنتال وشوكوانوما وحتى شلل بيل. جذير بالذكر هنا أن متلازمة هيرفوردت تظهر مغفرة عفوية. تشمل العلاجات لمرض الساركويد الكورتيكوستيرويدات والأدوية المثبطة للمناعة.